# M24 채피
M24 채피(M24 Chaffee)는 제2차 세계 대전 중에 사용되었던 미합중국군의 경전차이다. M3 스튜어트의 실질적인 후계 전차이며, 제2차 세계 대전에서 가장 우수한 경전차중 하나이다. 또한, 한국 전쟁에서 가장 먼저 투입된 전차이기도 하다. 채피의 이름은 미국 역사상 최고의 전차 전문가이자 채피의 초기 투자자였던 애드너 채피 주니어 소장에게서 따온 것이다.

## 역사
채피는 1944년 미군의 주력 경(輕)전차인 스튜어트 경전차를 대체하기 위해 설계되었다. 당시 미군은 유럽에 본격적으로 상륙해 독일군 중전차와 전투를 벌이고 있었는데, 스튜어트 경전차는 정찰용이었고, 이에 따라 정찰중 만나는 독일군 중전차를 상대하기는 힘들었다. 그래서 미군은 독일군 주력전차를 상대할 수 있도록 채피 설계 중 75mm 대전차포 탑재를 고려하였으나, 이는 불가능하여 당시 함선공격용으로 개발되어 B-25에 탑재된 75mm포를 개조해서 장착하게 된다. 그러나 B-25에 탑재된 75mm 주포는 초기 M4 셔먼에도 장착하던 75mm 주포와 동급의 성능을 갖춘 저반동포였다. 또한 장갑이 기존 스튜어트 경전차의 장갑을 강화하였음에도 독일군 중전차보다 약하여, 이후 장갑을 경사지게 만들었다.

## 활약

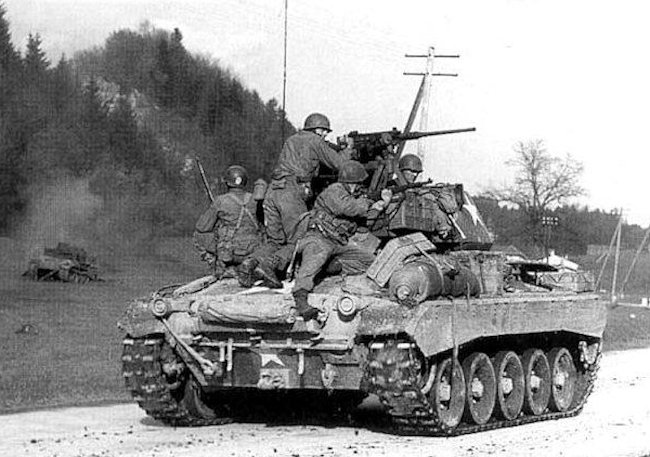
1945년 5월 잘츠부르크 외곽을 이동하는 미 육군의 M24 채피

1944년 12월부터 시작된 벌지 전투에 투입되었다. 스튜어트 경전차와 채피를 교체한 뒤 활약할 계획이었으나, 실제로는 별 활약을 하지 못하고 종전이 되었다. 그 후 상당수가 일본으로 유입되어 한국전쟁에 투입되었지만, 중형전차인 T-34/85를 상대하기는 힘들어 후기에는 보병 및 수송부대 공격용 또는 정찰용으로 사용했다. 이후 1952년에 M-36 잭슨 대전차자주포를 공여하면서 채피를 대한민국 육군에 훈련용으로 대여해주다가, 3개월 뒤에 회수되어 대만군(중화민국군)에게 공여되었다.